# (6448) 1991 CW
A (6448) 1991 CW a Naprendszer kisbolygóövében található aszteroida. Szuzuki Kenzó és Urata Takesi fedezte fel 1991. február 8-án.